# Montcurto
El Montcurto és una muntanya de 1.378 metres que es troba al municipi de Bellver de Cerdanya, a la comarca de la Baixa Cerdanya.
Al cim podem trobar-hi un vèrtex geodèsic (referència 280078001).